# FMA IAe 33 Pulqui II
FMA IAe 33 Pulqui II (ngôn ngữ bản địa Mapuche, Pulqúi: Mũi tên) là một loại máy bay tiêm kích phản lực được Kurt Tank thiết kế vào cuối thập niên 1940 tại Argentina, dưới sự lãnh đạo của chính quyền Perón, do hãng Fábrica Militar de Aviones (FMA) chế tạo. Mẫu máy bay này mang nhiều yếu tố thiết kế của loại Focke-Wulf Ta 183 trong Chiến tranh Thế giới II, một đề án máy bay tiêm kích chưa được thành hiện thực, FMA dự kiến IAe 33 Pulqui II sẽ là loại máy bay tiêm kích thay thế cho Gloster Meteor F4 đang phục vụ trong Fuerza Aérea Argentina (Không quân Argentina). Quá trình phát triển của Pulqui II khá rắc rối và dài dòng, 2 trong số 4 mẫu thử đã bị rơi giết chết các phi công điều khiển. Mặc dù một trong các mẫu thử đã được thử nghiệm chiến đấu thành công trong Revolución Libertadora, nhưng dự án IAe 33 phải đối mặt với các thách thức về chính trị, kinh tế và kỹ thuật khiến dự án không thể hiện hết tiềm năng của mình. Chính phủ Argentina cuối cùng đã chọn mua F-86 Sabre từ Mỹ thay vì tiếp tục phát triển mẫu tiêm kích nội địa để đưa vào sản xuất.

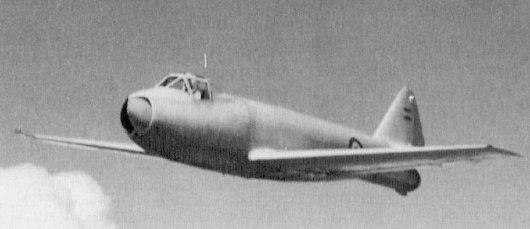
Mẫu thử I.Ae. 27 Pulqui I năm 1951

## Bối cảnh

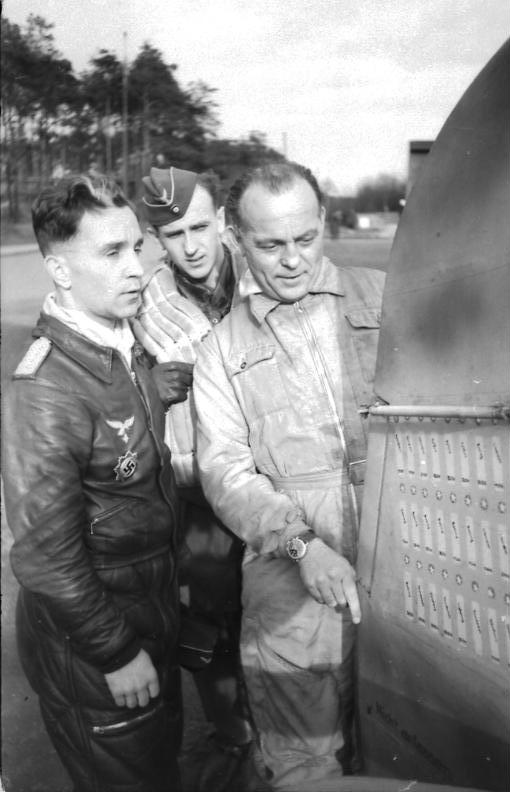
Từ trái qua phải: Thiếu tá phi công "át" Günther Specht vàHauptmann Gerhard Sommer cùng với giáo sư Kurt Tank, kiểm tra thành tích của chiếc Fw 190 do Specht điều khiển, tháng 7/1944.

Cuối thập niên 1940, được hưởng lợi từ việc tuyển dụng lại các nhà khoa học và kỹ sư hàng không vũ trụ nổi tiếng của Đức, họ chạy trốn khỏi châu Âu sau thất bại của phát xít Đức và tìm kiếm một nơi an toàn ở Mỹ Latin. Trong nhóm người tị nạn đầu tiên còn có nhà thiết kế người Pháp tên là Émile Dewoitine đã từng cộng tác với Đức quốc xã ở Pháp, Dewoitine là người đứng đầu chương trình máy bay tiêm kích thử nghiệm IAe 27 Pulqui I với các kỹ sư người Argentina là Juan Ignacio San Martín, Enrique Cardeilhac và Norberto L. Morchio. Pulqui I là loại máy bay phản lực đầu tiên được thiết kế và chế tạo ở Mỹ Latin. Nhưng nó lại chỉ có tính năng bình thường nên dự án IAe 27 bị hủy bỏ. Viễn kỹ thuật hàng không (tiếng Tây Ban Nha: Instituto Aerotécnico), dưới sự lãnh đạo của Morchio đã kiên trì với những nỗ lực của mình nhằm chế tạo một mẫu máy bay tiêm kích nội địa thành công, đầu tiên họ cố gắng sửa đổi mẫu máy bay ban đầu. Khi Pulqui I rõ ràng chỉ có ít tiềm năng để phát triển thêm, Viễn kỹ thuật hàng không bắt đầu một thiết kế mới sử dụng động cơ phản lực Rolls-Royce Nene II mạnh hơn, có lực đẩy 20,31 kN (4.570 lbf). Vào đầu năm 1948, viện đã hoàn thành một mô hình tỉ lệ với kích thước thật của mẫu thiết kế IAe-27a Pulqui II. Thiết kế này có cánh hình thang, xuôi sau một góc 33°, sử dụng cánh dòng chảy lớp NACA 16009. Một mô hình sửa đổi đã được chế tạo sau đó 1 năm, ở mô hình này cánh được chuyển lên trên gắn ở phần lưng máy bay và đuôi máy bay có dạng chữ T.

### Kurt Tank

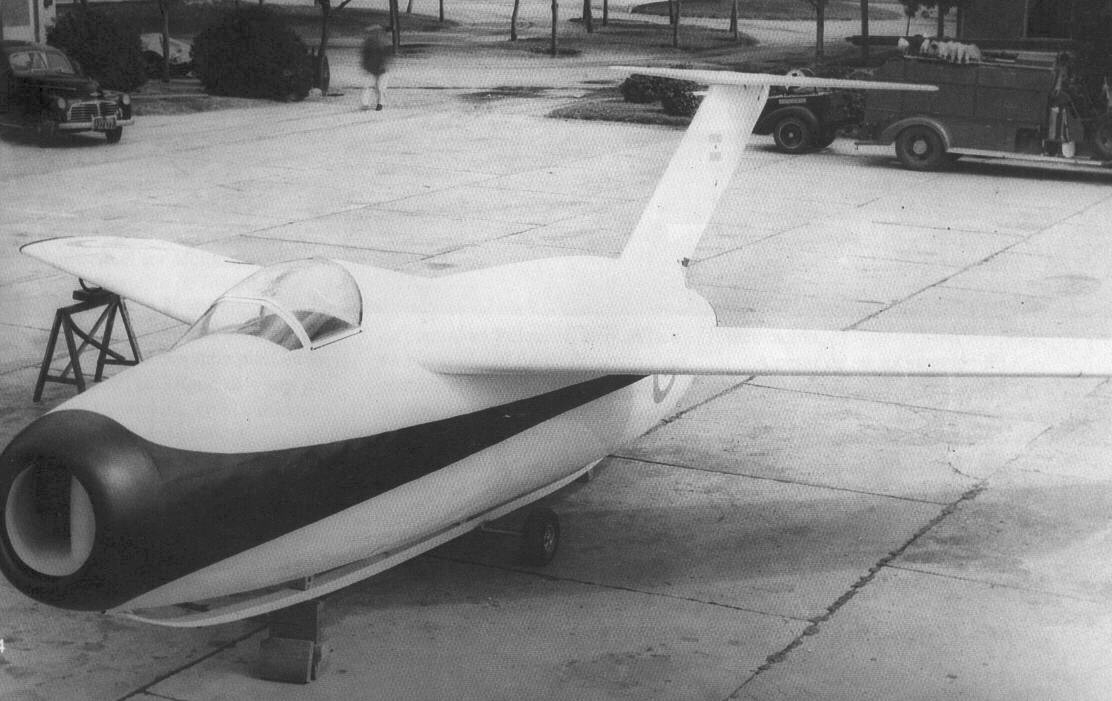
Tàu lượn Pulqui II

Giống như nhà thiết kế người Pháp là Dewoitine, nhà thiết kế người Đức Kurt Tank từng là cựu giám đốc kỹ thuật của Focke-Wulf Flugzeugbau AG, được chính phủ Argentina tuyển mộ làm việc cho đề án máy bay tiêm kích phản lực vào năm 1947. Kurt Tank cùng với 62 kỹ sư ở Focke-Wulf, đã di cư đến Mỹ Latin để bắt đầu lại sự nghiệp của mình. Tank sử dụng hộ chiếu giả mang tên Pedro Matthies để bí mật nhập cảnh vào Argentina, tại đây Tank được chào đón nồng nhiệt và không cần giữ bí mật về thân phận của mình. Cùng với những nhân viên cũ của mình, Tank đã đóng góp công sức vào sự phát triển của Instituto Aerotécnico (Viện kỹ thuật hàng không) thành nhà máy sản xuất máy bay quân sự của Argentina mang tên Fábrica Militar de Aviones ở Córdoba. Tank ngoài công việc của kỹ sư còn là phi công thử nghiệm, chính Tank đã thiết kế mẫu tiêm kích Fw 190, và đội thiết kế của Tank cũng chịu trách nhiệm thiết kế loại máy bay Focke-Wulf Ta 183, một dự án không được chế tạo, nó từng là mẫu chiến thắng trong cuộc thi thiết kế máy bay tiêm kích khẩn cấp năm 1945. Loại máy bay phản lực hạng nhẹ, cánh xuôi Ta 183 do nhà thiết kế/kỹ sư Focke-Wulf là Hans Multhopp thiết kế, nó chỉ dừng lại ở các nghiên cứu trong hầm gió trước khi chiến sự kết thúc.

## Thiết kế và phát triển

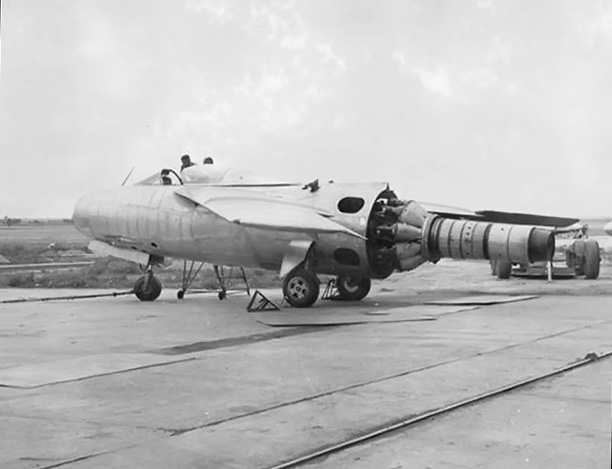
Pulqui II không có phần đuôi, để lộ động cơ phản lực Rolls-Royce Nene II

Sau khi được bổ nhiệm làm giám đốc dự án của một chương trình tiêm kích nội địa, Tank đã sử dụng khung thân cơ bản của Ta 183 và lắp động cơ Nene II, việc này đã cho kết quả khá khả quan. Động cơ Nene lớn hơn, nặng hơn và mạnh hơn so với động cơ phản lực Heinkel HeS 011 dự định trang bị cho Ta 183, nên yêu cầu một khung thân mới, khung thân của máy bay đã được thiết kế lại lớn hơn và rộng hơn do thiết kế của Nene là kiểu ly tâm còn thiết kế của HeS 011 là kiểu hướng trục.
Do sự giống nhau của IAe-27a và mẫu Ta 183 thiết kế lại của Tank, giám đốc của Viện kỹ thuật hàng không Juan Ignacio San Martín đã hợp nhất hai dự án lại thành dự án sản xuất máy bay mang tên IAe 33 Pulqui II. Khung thân trong thiết kế của Tank được sửa lại để sử dụng bộ bánh đáp của IAe-27a. Cánh được đặt trên vai, xuôi sau một góc 40°, góc xuôi sau này lớn hơn so với Ta 183, và do đó góc anhedrall nhỏ hơn. So với vị trí đặt động cơ của Ta 1983 thì động cơ Nene được đặt ở phía sau buồng lái, gần trọng tâm máy bay, động cơ có thể bảo dưỡng sửa chữa bằng cách tháo bỏ phần đuôi. Khung thân có dáng vẻ khá thon, phần cánh đuôi có dạng chữ T và nghiêng sau 50°, buồn lái được điều áp có nắp kính kiểu nổi bọt, khi mở thì nắp kính trượt ra sau. Buồng lái được bọc giáp và liền khối với kính chắn gió chống đạn. Máy bay có thể chứa 1,250 l (275 Imp. gal.) trong thân và 800 l (176 Imp. gal.) ở cánh. Trang bị dự kiến có 4 khẩu pháo 20 mm, được đặt so le, gần bụng máy bay.

### Thử nghiệm và đánh giá
Để chứng minh sự hoàn hảo của thiết kế IAe 33, 2 chiếc tàu lượn đã được Reimar Horten chế tạo theo một hợp đồng, Horten cũng là người Đức di cư sang Mỹ Latin, 2 chiếc tàu lượn này được chế tạo và sử dụng trong các thử nghiệm khí động lực học trong giai đoạn 1948-1949, trong đó có cả các chuyến bay do đích thân Tank điều khiển. Các thử nghiệm chỉ ra các vấn đề quan trọng với độ ổn định cạnh bên, do đó đuôi đã được cải tiến để giải quyết vấn đề này trước khi khung thân của 2 mẫu thử được chế tạo. Do thiếu máy móc hiện đại, tất cả công việc chế tác kim loại phần lớn đều làm bằng tay và do đó các nguyên mẫu cần rất nhiều nhân công làm việc thủ công. Tổng thống Argentina là Perón đã hình dung ra một lợi ích của việc thiết lập một nhà máy hàng không ở Argentina, đó là giới thiệu các tiêu chuẩn sản xuất của Argentina có thể so sánh với các tiêu chuẩn của thế giới. Tuy nhiên, Tank nhận ra rằng các công cụ sản xuất và máy móc không đáp ứng được cho giai đoạn này và thay vào đó là các mẫu thử chế tạo bằng tay. Khung thân đầu tiên (No. 01) được sử dụng cho thử nghiệm tĩnh, sau đó bị phá hủy trong một cuộc thử nghiệm.
Chuyến bay đầu tiên của mẫu thử (No. 02) chế tạo năm 1950,  đã hoàn thành vào ngày 27 tháng 6 năm đó, do Đại úy Edmundo Weiss điều khiển. Chuyến bay thử thứ hai, cực phi công thử nghiệm của Focke-Wulf là Otto Behrens đã gặp phải vấn đề ổn định cạnh bên khi bay tốc độ trên 700 km/h (435 mph) và đã trở lại sân bay để đề phòng tình huống bất trắc. Do hạ cánh ở vận tốc rất cao, lực chấn động rất lớn tác động lên máy bay đã làm thanh chống bánh đáp chính gãy. Trong thời gian sửa chữa, để khắc phục việc hạ cánh "khó khăn", chiều dài của thanh chống bánh đáp trước được tăng lên, giúp máy bay hạ cánh tốt hơn khi góc tới của máy bay thay đổi, giảm xóc cũng được điều chỉnh để có "hành trình" lớn hơn. Mặc dù các cải tiến trong hạ cánh, cất cánh và bay ở vận tốc thấp, nhưng IAe 33 vẫn gặp nhiều vấn đề. Các vấn đề khí động học nghiêm trọng vẫn xảy ra, xuất phát từ ‘’tip stall’’ – đầu cánh bị chòng chành trước khi gốc cánh ở "thời điểm uốn" nào đó – điều này dẫn đến một sự thay đổi ở gờ trước cánh gần gốc cánh, nên đuôi lái được sửa đổi để có thể giải quyết các vấn đề bất ổn cạnh bên dai dẳng. Ngoài ra, nắp kính buồng lái được tăng cường với 2 khung bên ngoài và một lớp bọc nhỏ được lắp trên họng xả động cơ.
Bản thân Tank cũng là phi công thử nghiệm, nên Tank đã tự mình đảm nhiệm các chương trình thử nghiệm để điều tra các đặc điểm chòng chành của máy bay, những thay đổi cần thiết của khung thân phải cần đến vài tháng để hoàn thành, khung thân sửa đổi được gọi là Pulqui II N. 02(m), không thể thực hiện chuyến bay thử nghiệm thứ ba của nó diễn ra vào ngày 23/10. Trong thử nghiệm tầm cao diễn ra sau đó, 2 lần liên tiếp IAe 33 vô tình bị chòng chành, dù Tank đã đưa máy bay lên độ cao 9.000 m nhằm phục hồi cân bằng cho máy bay. Việc thêm vật dằn vào mũi máy bay đã khắc phục được vấn đề này. Ngày 8/2/1951, Tank đã trình diễn công khai Iae 33 trước tổng thống Perón tại Aeroparque Jorge Newbery ở Buenos Aires. Khán giả cũng gồm các quan chức chính phủ, nhà lập pháp và tùy viên quân sự các nước, cùng với một lượng lớn dân chúng. Cả IAe 27 Pulqui I và IAe 33 Pulqui II đều tham gia cuộc biểu diễn này.

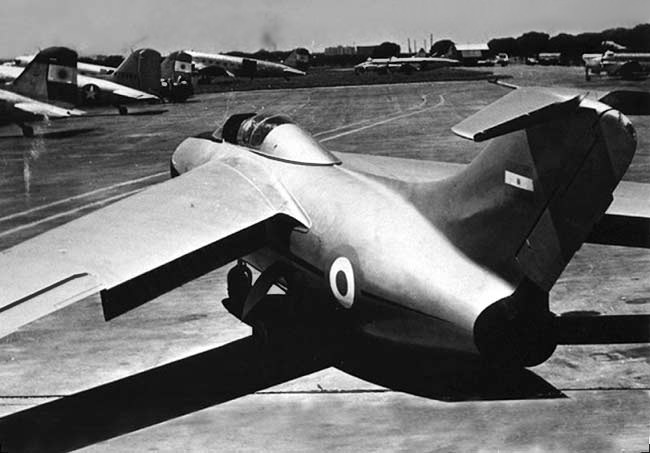
Mẫu thử số 2 (No. 02), năm 1951

Với các cuộc thử nghiệm bay thành công, Không quân Argentina đã đặt mua 12 chiếc IAe 33. Năm 1951, không quân thành lập một nhóm các phi công để thử nghiệm bay loại máy bay mới trong một loạt các chuyến bay nghiệm thu. Chuyến bay đầu tiên diễn ra ngày 31/5/1951 do chỉ huy Soto điều khiển, trong chuyến bay này máy bay đã bị rung động khi bay quanh vận tốc 1.000 km/h (621 mph). Tank tuyến bố chỉ 1 mẫu thử không thể sử dụng được đang chờ điều tra vấn đề, dù vấn đề nhỏ này dường như đã bị bỏ qua và các mẫu thử tiếp tục bay. Đêm trước chuyến bay thứ 28, đại úy Vedania Mannuwal người được giao cho chương trình thử nghiệm, đã khuyên không nên gượng ép, vì nguồn gốc của các rung động trải qua trong chuyến bay trước vào buổi sáng đã không được phát hiện. Do quyết tâm nhằm cải thiện hiệu suất gần đây của máy bay, nên Mannuwal đã bỏ qua sự thận trọng và bắt đầu thực hiện các bài cơ động nhào lộn gần Córdoba trong chuyến bay vào buổi chiều của mình. Do đó, khi lộn vòng ở lực g lớn, một lỗi cấu trúc xuất hiện ở cánh và cánh đã rời ra khỏi thân. Sau khi vật lộn với chiếc ghế phóng Martin-Baker Mk I, Mannuwal đã phóng ra khỏi máy bay ở độ cao thấp trong khi máy bay đang lật ngửa. Dù đã không bật ra hoàn toàn và giết chết Mannuwal. Khiếm khuyết trong Pulqui II bắt nguồn từ lỗi của người thợ liên quan đến kỹ thuật hàn ở các chốt gắn cánh với thân. Việc hàn đã bị phân đôi trong quá trình sản xuất do thiếu thiết bị ép, cán hiện đại ở Argentina.
Việc chế tạo nguyên mẫu thứ 3 (No. 03) bắt đầu ngay lập tức sau tai nạn trên. Đội thiết kế đã khởi xướng một số thay đổi để khắc phục lỗi trong thiết kế xuất hiện trong mẫu bay thử đầu tiên, gồm đuôi lái lớn hơn để cải thiện độ ổn định cạnh bên, tăng kích thước họng xả và thêm vào một phanh khí, cùng với việc gia cố kính buồng lái. Nhiên liệu mang bên trong cũng tăng thêm, cho phép mở rộng tầm hoạt động từ 2.030 km lên 3.090 km (1.260 tới 1.920 dặm). Mẫu thử IAe 33 mới hoàn thành chuyến bay đầu tiên vào ngày 23/9/1952, do đại úy phi công Jorge Doyle điều khiển. Chuyến bay thử nghiệm được tiếp tục dù máy bay đã được chuẩn bị để biểu diễn trước tổng thống Perón vào ngày 11 tháng 10 năm 1952. Behrens là phi công sẽ thực hiện chuyến bay này, đã đưa ra các ý kiến về đặc tính bay của Pulqui II tại điểm cực đường bao chuyến bay, đặc điểm của chúng "tồi tệ nhất mà tôi từng trải nhiệm với tư cách là một phi công thử nghiệm"  2 ngày trước khi trình diễn, trong khi tập các bài tập hàng ngày của mình, chiếc Pulqui II của Behrens đã bị chòng chành ở độ cao thấp, máy bay rơi xuống giết chế phi công, phá hủy mẫu thử.
Năm 1953, Tank chế tạo mẫu thử thứ tư (No. 04), để khắc phục các vấn đề chòng chành khi máy bay ở góc tấn lớn, các kỹ sư đã thêm vào tấm chắn ở mỗi cánh và 4 strake ở phía sau khung thân máy bay. Cải tiến khác gồm buồng lái điều áp, tăng khả năng chứa nhiên liệu và cũng là mẫu thử đầu tiên trang bị 4 khẩu pháo Hispano-Suiza HS.404 20 mm. Trung úy Conan Doyle là người điều khiển mẫu thử thứ tư của IAe 33 thực hiện chuyến bay đầu tiên vào ngày 20/8/1953, sau đó cùng với trung úy Gonzalez và trung úy Balado bắt đầu thử nghiệm vũ khí vào năm 1954.
Trong khi phiên bản IAe 33 "mọi thời tiết" được xem xét lắp đặt một radar, không quân Argentina thực hiện kế hoạch mua 100 chiếc Pulqui II, với phiên bản sản xuất chuyên nhiệm vai trò tiêm kích đánh chặn, nó được trang bị động cơ Nene cải tiến có khả năng đốt tăng lực và cho phép nó đạt tốc độ tối đa dự kiến là Mach 0,98. Một số khách hàng nước ngoài cũng bày tỏ sự quan tâm tới IAe 33 như Hà Lan vào năm 1951 và Ai Cập năm 1953, nhưng do không có một cam kết rõ ràng để sản xuất hàng loạt đã cản trở triển vọng xuất khẩu của IAe 33, cuối cùng Hà Lan và Ai Cập đã đặt mua những loại tiêm kích của Mỹ và Liên Xô.

## Những can thiệp chính trị

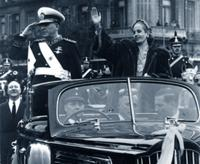
Tổng thống Perón và "Evita" trong cuộc diễu hành chào mừng nhiệm kỳ thứ hai của mình, tháng 6/1952.

Đề án IAe 33 Pulqui II được ưu tiên phát triển liên quan tới những âm mưu và vận mệnh của chế độ Perónista. Dù Fábrica Militar de Aviones chịu trách nhiệm đưa ra các đề án hàng không và hoàn thành chúng, nhưng những can thiệp chính trị liên tục đã khiến các chương trình hàng không bị trì hoãn và gây ra nhiều xáo trộn. Hơn nữa, đội nghiên cứu của Tank không tập trung chủ yếu và IAe 33, mà tập trung vào việc hoàn thành thiết kế của loại máy bay đa mục đích FMA IA 35 Huanquero (như vận tải, huấn luyện và trinh sát), loại IA 35 này được đưa vào chế tạo tại Dirección Nacional de Fabricación e Investigación Aeronáutica (DINFIA) (Ban giám đốc quốc gia về nghiên cứu và sản xuất hàng không). Các quyết định chính trị can thiệp nhằm chuyển hướng toàn bộ chương trình chế tạo hàng không, "dường như đi đêm" với các ngành sản xuất thiết bị o tô và nông nghiệp, nên về cơ bản các bộ phận hàng không đã bị đóng cửa. Các đề án DINFIA cạnh tranh như sản xuất ô tô đã lấy nhân lực, tiền bạc và thời gian từ đề án Pulqui II.
Nền tài chính của Argentina cực kỳ căng thẳng vào thời điểm này sau cuộc khủng hoảng kinh tế năm 1953, trở ngại lớn nhất cho dự án là việc Tank hết hợp đồng với chính phủ vào tháng 1/1955. Ông đã yêu cầu tăng gấp đôi số tiền để tiếp tục đề án nhưng tổng thống Perón lại hủy hoàn toàn hợp đồng của ông. Mặc dù đã phát triển và thử nghiệm 4 năm, nhưng đề án IAe 33 vẫn gặp phải nhiều vấn đề và số phận của nó vẫn chưa rõ ràng trong khi không có quyết định cuối cùng nào được đưa ra để từ bỏ một đề án đã đạt đến tầm cỡ mang tính biểu tượng trong thời đại của Perón.

## Lịch sử hoạt động
Tháng 9 năm 1955, mẫu thử Pulqui II còn lại duy nhất bị ép tham gia Revolución Libertadora, một cuộc đảo chính do tướng Eduardo Lonardi đứng đầu chống lại Perón. Những chi tiết chính xác hiện vẫn chưa sáng tỏ, nhưng khi lực lượng nổi dậy do Lonardi chỉ huy chiếm Córdoba, cùng với những chiếc tiêm kích bom Meteor F 4 đóng tại Córdoba Escuela De Aviación – SACE (Trường hàng không quân sự), IAe 33 đã được sử dụng để tham chiến. Sau khi nhiệm vụ chiến đấu chống lại những người ủng hộ Perón, nó còn xuất hiện trong cuộc diễu hành mừng chiến thắng tại Córdoba, ăn mừng chiến thắng của cuộc đảo chính.

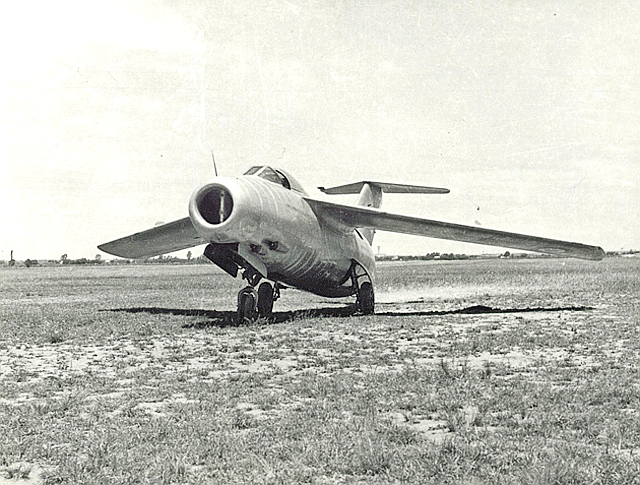
Pulqui II (No. 04), năm 1955

Khi chính quyền quân sự lên nắm quyền, đề án IAe 33 đã rơi vào tình trạng hỗn loạn. Chính phủ mới sa thải những sĩ quan đứng đầu lực lượng không quân; tương tự, hầu hết đội nghiên cứu của Tank đã phải rời khỏi Argentina, bản thân Tank đã phải tới Ấn Độ, tại đây ông hợp tác làm việc cho Hindustan Aeronautics Limited, và sau này đã phát triển loại tiêm kích siêu âm HF-24 Marut.
Năm 1956, lực lượng không quân trong một nỗ lực để đạt được sự ủng hộ chính trị, lên kế hoạch thực hiện một chuyến bay kỷ lục từ Córdoba đến Buenos Aires để chứng minh khả năng chiến đấu của IAe 33. Pulqui II sẽ bay 800 km, thực hiện những bài tập chiến đấu trong khu vực Buenos Aires, và sau đó trở về Córdoba chỉ với nhiên liệu mang theo. Thiết bị tạo oxy duy nhất sẵn có cho một chuyến bay dài như vậy đã được ăn cắp từ một chiếc FMA Meteor theo kiểu sửa chữa. Trung úy Balado đã thực hiện thành công chuyến bay (gồm cả biểu diễn chiến đấu), máy bay bay ở vận tốc hành trình trung bình khoảng 900 km/h, nhưng hệ thống tạo oxy bị lỗi khi trở về. Phi công trong trạng thái nửa tỉnh nửa mê đã điều khiển để máy bay hạ cánh khẩn cấp ở vận tốc lớn, do hạ cánh mạnh và xóc đã dẫn đến bộ phận hạ cánh bị gãy, chiếc Pulqui II lao xuống cuối đường băng, nó bị hư hại không thể sửa chữa được.

## Bị hủy bỏ

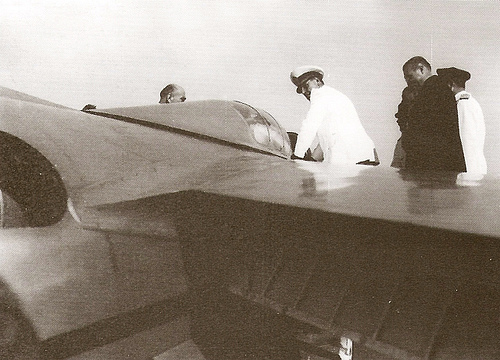
Hình ảnh Tank và Peron

Ngay sau chuyến bay kỷ lục của Balado, không quân Argentina xem xét lại quyết định mua 100 chiếc Pulqui II cho lực lượng máy bay chiến đấu. Fábrica Militar de Aviones đã xem xét điều này, dựa trên các linh kiện dự trữ, cánh và khung thân có trong tay, 10 chiếc có thể được sản xuất tương đối nhanh, tuy nhiên phần còn lại của đơn đặt hàng sẽ phải mất 5 năm để hoàn thành. Cho đến thời điểm lúc xem xét mua 100 chiếc Pulqui II thì 100 chiếc Meteor F 4 mua được từ cuối thập niên 1940 sẽ vẫn tiếp tục được sử dụng, họ phải lên kế hoạch để mua những loại máy bay khác thay thế, ban đầu tập trung vào mua lại 36 chiếc Canadair F-86 Mk 6 Sabres, nhưng đã bị từ chối khi Ngân hàng Trung ương Argentina không thể cung cấp tài chính cần thiết.
Khi Canadair Sabre đã không còn là một lựa chọn khả thi, Fábrica Militar de Aviones xem xét nghiêm túc việc đưa Pulqui II vào sản xuất hàng loạt. Một mẫu thử mới đã được đặt chế tạo vào năm 1957, dù Hoa Kỳ đã đưa ra một đề nghị cung cấp 100 chiếc F-86 Sabre. Mẫu thử thứ năm của IAe 33 Pulqui II (No. 05) được định danh là Pulqui IIe, được chế tạo năm 1959 (về vẻ ngoài thì giống hệt mẫu thử thứ tư dù có vài khác biệt) và được đưa vào thử nghiệm bay sau chuyến bay đầu tiên thành công vào ngày 18/9/1959, do trung úy Roberto Starc điều khiển. Những phát triển liên tục của Pulqui II dẫn đến đội thiết kế phải giải quyết vấn đề không ổn định vốn có của nó ở góc tấn cao, cũng như tăng khả năng chứa nhiên liệu bên trong để máy bay có tầm bay tốt. Tuy nhiên nó lại bị coi là lạc hậu, ngoài ra còn có những sự liên kết chính trị giữa nó và Perón. Do đó, Chính phủ Argentina đã quyết định hủy bỏ đề án IAe 33 khi đề án đang ở đỉnh cao trong sự phát triển, thay vào đó là việc mua 28 chiếc F-86F-40 Sabre từ Hoa Kỳ giá "phải chăng" theo Luật tương trợ quốc phòng.
Năm 1960, sau khi chỉ hoàn thành 12 chuyến bay thử nghiệm trong vai trò mới là nền tảng nghiên cứu vận tốc cân âm, mẫu thử IAe 33 cuối cùng đã ngừng hoạt động và được đưa vào kho lưu trữ, đề án Pulqui II chấm dứt. Những công cụ, nhà máy còn lại và khung thân chưa hoàn thành bị phá hủy ngay sau đó.

## Di sản
Dù không được đưa vào sản xuất, IAe 33 Pulqui II vẫn được coi là một thành tựu hàng không quan trọng vì nó là máy bay tiêm kích phản lực cánh xuôi đầu tiên hoàn toàn được nghiên cứu và chế tạo tại Mỹ Latin, cùng với loại Pulqui I, Argentina trở thành quốc gia thứ 8 trên thế giới đã tự nghiên cứu và chế tạo được công nghệ máy bay phản lực của riêng mình. Dự án đã phải chịu nhiều biến động và can thiệp ngay từ đầu là mưu mô của hệ thống chính trị tham nhũng, nó hô vang khẩu hiệu chủ nghĩa dân tộc trong khi lại làm đất nước bị kiệt quệ. Giấc mơ của Perón là xây dựng Argentina thành một cường quốc Mỹ Latin đã tập trung vào việc tạo ra Pulqui II như là "biểu tượng sức mạnh quân sự đẹp đẽ và om xòm", được miêu tả trong một bộ phim tài liệu gần đây "sự mạo hiểm ngu xuẩn của việc chế tạo một mẫu Pulqui cùng với hàng trăm dự án viển vông khác được thai nghén trong …’phân xưởng kém phát triển’: một vùng trung gian giữa sản xuất công nghiệp của thế giới thứ nhất và chế tác thủ công, điển hình của những quốc gia kém phát triển".
Một lợi ích dài hạn hữu hình từ đề án Pulqui II là tạo ra nền công nghiệp hàng không non trẻ của Argentina, giờ được tái cấu trúc thành Lockheed Martin Aircraft Argentina S.A..

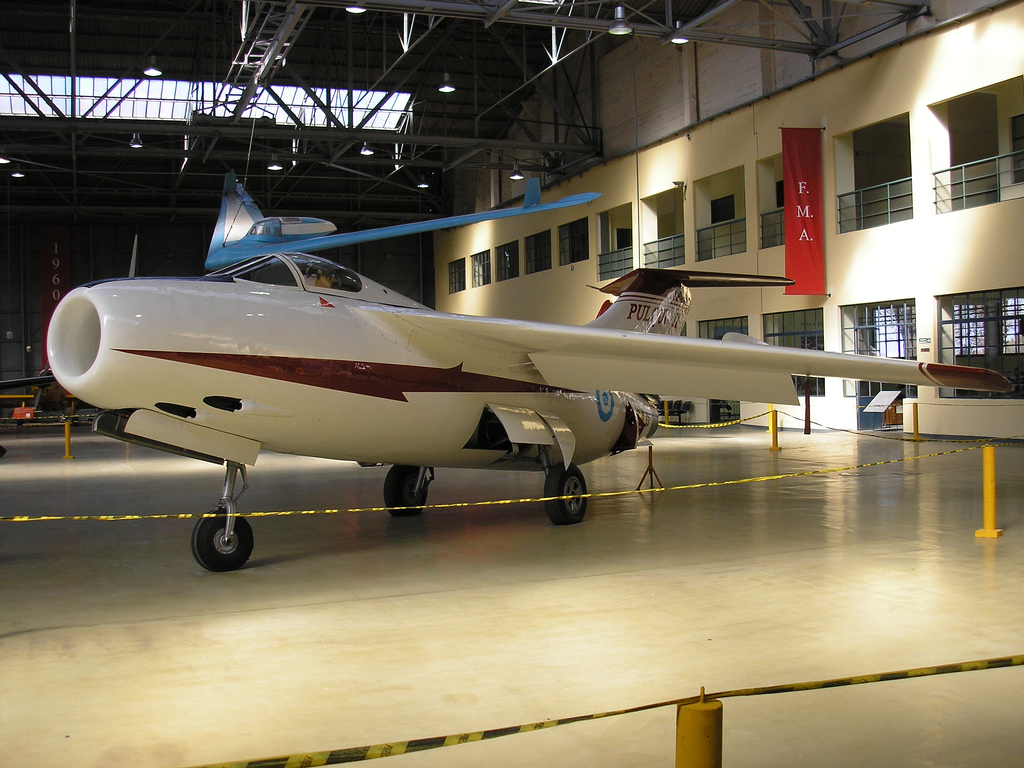
Pulqui IIe (No. 05); ảnh của Andrés Martin, 2007.

## Những chiếc còn sót lại
Sau nhiều thập kỷ trưng bày ngoài trời tại Aeroparque, Museo Nacional de Aeronautica ở Buenos Aires, ngày nay mẫu thử cuối cùng, mẫu máy bay duy nhất còn lại của đề án IAe 33 Pulqui II, được bảo quản trưng bày tại Museo Nacional de Aeronáutica de Argentina của Không quân Argentina tại Căn cứ không quân Morón, nó vẫn còn dấu hiệu và màu ban đầu, cùng với IAe 27 Pulqui I, chúng trở thành vật báo trước của "giấc mơ đã mất".

## Tính năng kỹ chiến thuật (mẫu thử thứ 3 và thứ 4)
Dữ liệu lấy từ Pioneers & Prototypes: Pulqui, Pulqui II and IA-37/48.

### Đặc điểm riêng
- Tổ lái: 1
- Chiều dài: 11,68 m (38 ft 4 in)
- Sải cánh: 10,6 m (34 ft 9 in)
- Chiều cao: 3,5 m (11 ft 6 in)
- Diện tích cánh: 25,1 m2 (270 sq ft)
- Trọng lượng rỗng: 3.736 kg (8.236 lb)
- Trọng lượng cất cánh tối đa: 6.875 kg (15.157 lb)
- Động cơ: 1 động cơ phản lực Rolls-Royce Nene II, lực đẩy 22,69 kN (5.100 lbf)

### Hiệu suất bay
- Vận tốc cực đại: 1.080 km/h (670 mph; 580 kn)
- Vận tốc hành trình: 954 km/h (593 mph; 515 kn)
- Tầm bay: 3.090 km (1.920 mi; 1.668 nmi)
- Trần bay: 15.000 m (49.213 ft)
- Vận tốc lên cao: 25,5 m/s (5.020 ft/min)
- Thời gian bay liên tục: 2 giờ 50 phút

### Vũ khí
- 4 khẩu Hispano-Suiza HS.404 20 mm (0.79 in) Hispano-Suiza HS.404

### Máy bay có cùng sự phát triển
- FMA I.Ae. 27 Pulqui I
- Focke-Wulf Ta 183

### Máy bay có tính năng tương đương
- Boulton Paul P.111/P.120
- Dassault Ouragan/Dassault Mystère I
- Handley Page HP.88
- Hawker P.1052/1081
- Lavochkin La-15
- Mikoyan-Gurevich MiG-15
- Nord 220
- North American F-86 Sabre
- Saab 29 Tunnan
- SNCAC NC 1080
- Sud-Est Grognard
- Supermarine 510/528/535